# Daniele Badiali
Pour les articles homonymes, voir Badiali.
Daniele Badiali (3 mars 1962 - 18 mars 1997), est un prêtre catholique italien, missionnaire au Pérou, assassiné par un escadron de la mort du régime, in odium fidei. L'Église catholique a entamé la cause pour sa béatification.

## Biographie
Issu d'une famille d'agriculteurs et pratiquante, Daniele Badiali s'engage dès son plus jeune âge pour les plus pauvres, en participant activement à l'Opération Mato Grosso. En 1984, il part pour le Pérou, à Chacas, où il collabore étroitement avec le Père Ugo De Censi. C'est au service des miséreux qu'il se sent appelé à devenir prêtre.
Rentré en Italie en 1986, il intègre le séminaire de Bologne, et reçoit l'ordination sacerdotale en 1991. Dès lors, il est envoyé comme prêtre Fidei donum, dans les Andes péruviennes. C'est là qu'il vivra six ans d'intense activité pastorale, au service des pauvres, des marginalisés et des indigènes, pour qui il tente de soulager leurs misères matérielles et spirituelles. Il crée une école, un centre de formation professionnelle pour les jeunes, une aide aux familles, et sur le plan religieux, célèbre la messe dans les endroits les plus reculés, monte des oratoires un peu partout et fait le catéchisme aux enfants répartis sur son immense paroisse. Passionné de musique, il laissera derrière lui de nombreux textes de chansons, aussi bien en italien qu'en espagnol.
Le 16 mars 1997, alors qu'il revient d'un petit village où il avait célébré la messe, il est enlevé par des miliciens du Groupe Colina, miliciens qui seraient liés aux services anti-guérillas du régime d'Alberto Fujimori. Daniele Badiali est retrouvé mort deux jours plus tard, le long d'un chemin, par une jeune fille. Ses funérailles furent suivies par un grand nombre de personnes aussi bien au Pérou qu'en Italie. Il est enterré au cimetière de Ronco.

## Béatification
La cause pour la béatification de Daniele Badiali s'ouvre le 20 mars 2010 à Faenza. L'enquête diocésaine se clôture le 19 octobre 2014, puis elle est envoyée à Rome où elle est étudiée par la Congrégation pour les causes des saints.
Lorsque l'enquête canonique arrivera à son terme, le pape pourra reconnaître sa mort in odium fidei, et signer le décret de sa béatification.